# Terrible angoisse
Pour plus de détails, voir Fiche technique et Distribution.
Terrible angoisse est un film français réalisé par Lucien Nonguet, sorti en 1906.
Il s'agit d'une adaptation de la pièce Au Téléphone  d'André de Lorde, créée au Théâtre du Grand Guignol, à Paris, en 1902.

## Synopsis
Un avocat apprend par la voix de son épouse au téléphone que deux voleurs sont entrés dans leur maison et menacent la mère et sa fille. L'avocat rassemble plusieurs personnes et le groupe arrête les voyous.

## Fiche technique
- Titre : Terrible angoisse
- Réalisation : Lucien Nonguet
- Scénario : André de Lorde
- Société de production : Pathé Frères
- Société de distribution : Pathé Frères
- Pays d'origine :  France
- Langue : film muet avec les intertitres en français
- Métrage : 75 mètres
- Format : Noir et blanc — 35 mm — 1,33:1 — Muet
- Genre :Film dramatique, Film de suspense
- Durée : 6 minutes
- Dates de sortie : 
  -  France : 4 août 1906

## Distribution
- Comédiens non identifiés

## Critique
- « Ce film montre pour la toute première fois au cinéma l'usage d'un téléphone. Rappelons qu'à l'époque, en France, il existait un seul téléphone pour deux cents personnes. Tous les cadrages du film sont larges, à l’exception de la conversation au téléphone, car le cinéaste a choisi de se rapprocher des personnages, de faire des plans mi-moyens, car il lui semblait nécessaire de bien montrer un appareil nouveau, le téléphone, très peu répandu à l’époque sauf dans les milieux aisés. Avec un plan large, en pied, qui était l’habitude, le public aurait été frustré du spectacle de cette drôle de machine. (...) Le plan serré permet ainsi de valider l’emploi, pour un dialogue muet à distance, d’une invention dont chacun avait eu vent mais que de nombreuses personnes n’avaient encore jamais utilisée, voire jamais vue[1]. » (Marie-France Briselance et Jean-Claude Morin)

## À noter
- Un autre film de la même époque reprend ce montage à propos de téléphone : Le Médecin du château (1908), d'un réalisateur non identifié, attribué parfois à Ferdinand Zecca.